# Підайкеєво
Підайке́єво (рос. Подайкеево, ерз. Подайкеево) — присілок у складі Темниковського району Мордовії, Росія. Входить до складу Аксьольського сільського поселення.
Населення — 3 особи (2010; 28 у 2002).
Національний склад (станом на 2002 рік):
- росіяни — 100 %